# Consell Islàmic Cultural de Catalunya
El Consell Islàmic i Cultural de Catalunya és un organisme fundat el 30 de juny de 2000 que representa una part dels musulmans de Catalunya per posar ordre a la gestió de l'Islam i a conseqüència de la crisi amb la Comissió Islàmica arran de la seva negativa a incorporar nous immigrants que arribaven de diferents països de majoria islàmica.
El Consell Islàmic Cultural de Catalunya (CICC) és una entitat sense ànim de lucre formada per persones físiques i entitats religioses i culturals musulmanes. Al capdavant de l'entitat hi ha un imam. Totes les mesquites que hi ha a l'entitat es troben inscrites en la Direcció General de Dret i d'Entitats Jurídiques del Departament de Justícia de la Generalitat de Catalunya, així com en el Registre d'entitats religioses del Ministeri de Justícia. El CICC va néixer per a donar resposta al creixement de la comunitat musulmana a Catalunya i poder canalitzar de manera correcta les necessitats religioses. Els objectius del CICC són variats: donar suport i ajuda a les mesquites i oratoris de Catalunya (per exemple per solucionar temes jurídics, laborals i econòmics); promoure i facilitar les relacions entre les administracions catalanes i la comunitat musulmana a Catalunya; promoure el diàleg i l'entesa per tal d'assolir el coneixement i el respecte mutu entre la societat catalana i la comunitat musulmana i afavorir així la convivència; promocionar l'ensenyament de l'educació islàmica i la lectura de l'Alcorà per tal de reforçar la identitat dels joves musulmans; contribuir a la unitat entre els diferents col·lectius culturals musulmans tot reforçant la presència i la figura de l'imam, i reforçar la participació de la comunitat musulmana en la vida social catalana. Pel que fa a les actuacions del CICC, s'hi organitzen col·loquis, conferències, cursos i seminaris, que contribueixen al coneixement i la difusió del missatge pacífic de l'islam. A més, s'estableixen contactes entre els diferents oratoris i mesquites d'arreu de Catalunya per tal de millorar l'atenció social i cultural.
El 2002 es va signar un conveni marc entre la Generalitat de Catalunya i el Consell islàmic per promoure la integració. El desembre de 2005, el president Artur Mas va considerar aquesta entitat com a principal interlocutora de la Generalitat de Catalunya amb el món musulmà. El 2010 va patir una escissió. El seu portaveu és Mohamed Halhoul.